# Brinkpoort
De Brinkpoort (ook wel bekend als de Duistere poort) is een voormalige stadspoort van de Nederlandse stad Deventer. De poort bevond zich ter hoogte van de Keizerstraat.

## Geschiedenis
In het jaar 1544 werd tegen de oudere Brinkpoort een nieuwe buitenpoort gebouwd. De poort maakte deel uit van het rondeel De Keizer die vernoemd was naar keizer Karel V vanwege zijn overwinning in de Gelderse Oorlogen. Boven op de poort werd ter ere van hem een beeld geplaatst. In het jaar 1549 kwam de toenmalige prins Philips tijdens zijn inhuldiging door de Brinkpoort de stad binnen. De kroniekschrijver Juan Calvete de Estrella, die met hem meereisde, noemde de poort na een Antwerpse de mooiste van de Verenigde Nederlandse Gewesten. Ook Lodovico Guicciardini roemde de schoonheid van de poort. In 1616 werd voor deze poort een nieuwe buitenpoort gebouwd, waarna de hiervoor genoemde poort in verval raakte. Halverwege de 17e eeuw viel op Petridag (22 februari) het zwaard van het beeld van Karel V. Rondom het jaar 1868 werd de gehele poort gesloopt tijdens het dempen van een gedeelte van de binnengracht.

## Decoratie
De Brinkpoort was rijk versierd met beeldhouwwerken en Latijnse opschriften.
- In het midden van de poort hing het wapen van Deventer met het bijschrift: "Dat nobis aquilam romana insignia caesar juraque nostra sub his inviolata manent": "De keizer geeft ons de adelaar als Romeinse eretekenen, en hieronder blijven onze rechten onaangetast."
- Aan beide zijden van de poort stond een pilaar met een beeld van Fortuna (rechts) en Bellona (links) met elk een vers: "Me duce cattorum gens seditione coorta Haec patriam fugiens arva inarata subit atque meo Daventrium de nomine dictum Plus mille ante annos moenia parva locat": "Onder mijn leiding is het volk der Catti, zijn land ongeploegd achterlatend, naar dit vaderland gevlucht en heeft Daventrium, dat van mijn naam is afgeleid, meer dan duizend jaar geleden als een kleine stad gesticht." en "Addidi ego hoc urbi vallum furialis Enyo quod secura suis hostibus subjiceret et tu belli esse memor debes in tempore pacis ne qua tuum feriat vis inopina caput": "Ik, de waanzinverwekkende Enyo, heb aan de stad deze wal gegeven om veilig haar vijanden tegen te houden. U moet aan de oorlog denken in een tijd van vrede, opdat geen onverwacht geweld uw hoofd verwondt."
- Boven op de poort stond het beeld van keizer Karel V met daaronder de tekst: "Divo Carolo. Caesari. V. Imperatori. Max. S.A.P.L. Vindici. P.P.S.P.Q. Daventurensis. Munimentum. Hoc. Defensionis. Ergo. Posuit. An. M. D. XLIIII. Posteri. Diligenter. Conservanto.": "Voor de goddelijke keizer Karel V de Grote, altijd verheven, hoeder van de publieke vrijheid, hebben de Senaat en het volk van Deventer dit monument ter wille van de verdediging van de poort gebouwd. In het jaar 1543. Het nageslacht moet het ijverig onderhouden."
- De bovenstaande opschriften op de Brinkpoort wijzen op een bewust geconstrueerde ontstaansgeschiedenis van Deventer.[3]

## Galerij

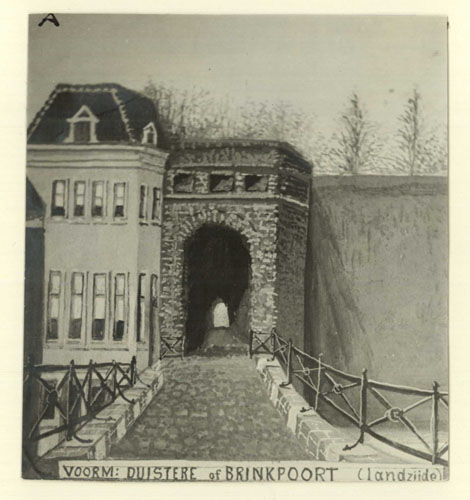
Een tekening in waterverf van de Brinkpoort uit de 19de eeuw. De tekening is waarschijnlijk niet helemaal nauwkeurig, maar geeft wel een goed denkbeeld van de doorgang van de 'duistere' Brinkpoort.
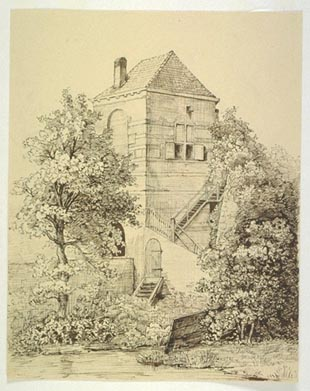
Gezicht op Midden-Brinkpoort aan buitenzijde van de stad. Kopie naar origineel van A.van 't Zant afkomstig rond het jaar 1850.
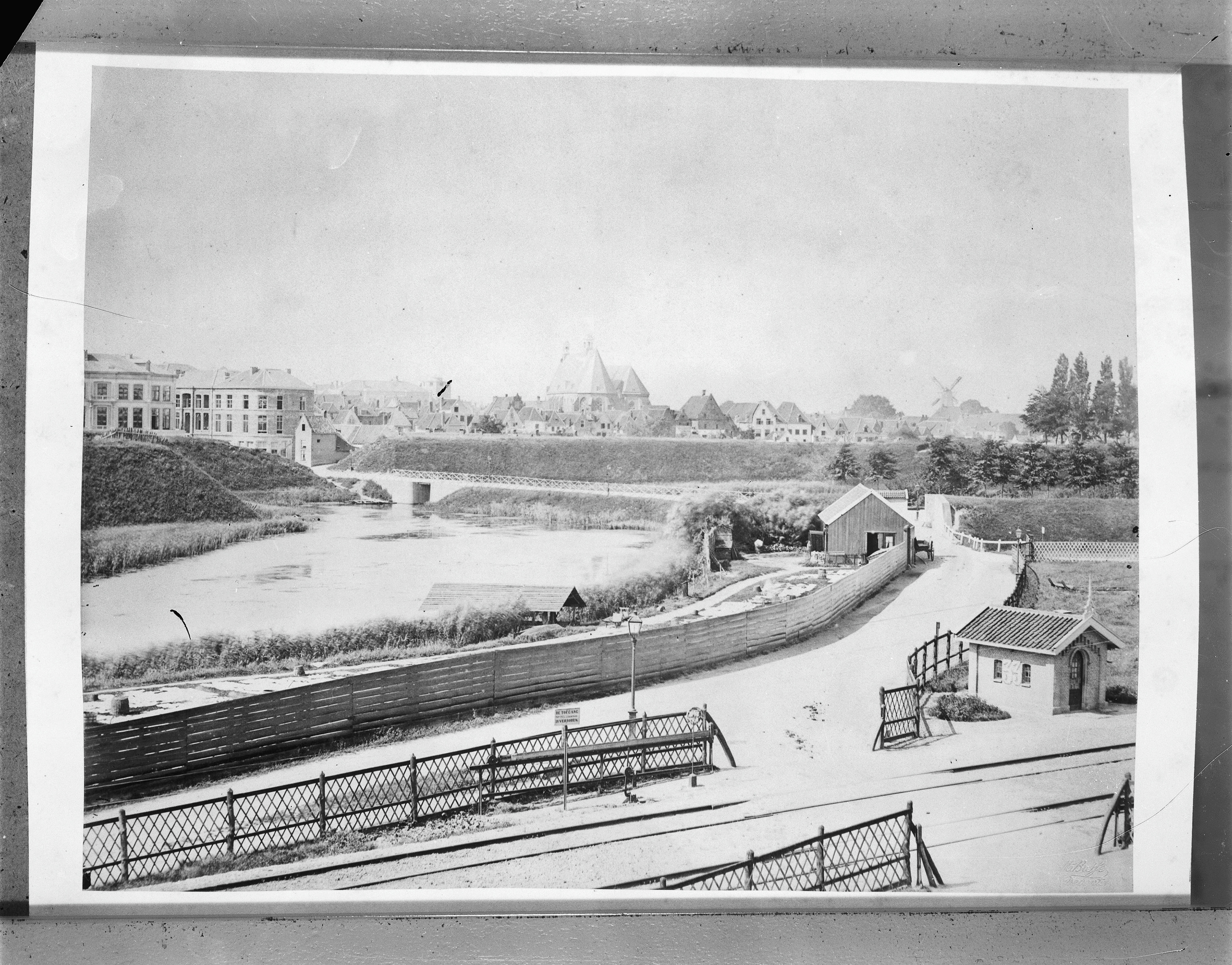
Gezicht op de stad van buiten de Brinkpoort

Bergpoort 
· Brinkpoort 
· Duimpoort 
· Heestpoort 
· Kraanpoort 
· Melksterpoort
· Mosselpoort
· Noordenbergpoort
· Pijperspoort
· Raampoort
· Schoenmakerspoort
· Veerpoort 
· Verwerspoort 
· Vispoort 
· Vullerspoort
· Zandpoort